# Torsten Ulmer
Torsten Ulmer, född 1970, är en tysk botaniker som studerade vid Universität Essen. Han har specialiserat sig på passionsblomssläktets taxonomi. Tillsammans med sin fru Bettina har han byggt upp en privat samling av mer än 200 arter och hybrider i hemstaden Witten.
Auktorsnamnet Ulmer kan användas för Torsten Ulmer i samband med ett vetenskapligt namn inom botaniken; se Wikipediaartiklar som länkar till auktorsnamnet.